# Giallo psicologico
Il giallo psicologico è un sottogenere del genere letterario giallo.
Si differenzia dagli altri sottogeneri di letteratura poliziesca o di detective story per via del fatto che viene posta maggiore attenzione all'aspetto caratteriale del protagonista e ai rapporti relazionali tra i vari personaggi. Nel giallo psicologico, infatti, la caratterizzazione del personaggio non è necessariamente subordinata allo svolgimento della trama, così come accade di frequente nel giallo tout court.
Il protagonista è spesso un eroe negativo e nel testo gli vengono concessi spazi di divagazione e introspezione, che di frequente, seppur non esclusivamente, sono rilevanti anche nel procedere della trama. Una delle forme più usate è il racconto in prima persona, in cui il protagonista e il narratore coincidono.
La struttura del giallo psicologico privilegia l'aspetto introspettivo, caratterizzato da una forma sintattica meno asciutta, ricca di incisi e di proposizioni subordinate; al contrario, le descrizioni di ambienti e paesaggi di sfondo sono meno approfondite e lasciate maggiormente all'immaginazione del lettore/spettatore.
Esempi di questo genere sono i film La ragazza del lago e Mystic River.